# Station Morishoji
Station Morishōji (森小路駅, Morishōji-eki) is een treinstation in de wijk Asahi-ku in de Japanse stad Osaka. Het wordt aangedaan door de Keihan-lijn. Het station heeft in totaal vier sporen (waarven twee passeersporen), gelegen aan twee zijperrons.

## Treindienst

#### Keihan-lijn
| 1 | ■ Keihan-lijn | richting Moriguchishi, Hirakatashi, Sanjō en Demachiyanagi |
| 2 | ■ Keihan-lijn | richting Kyōbashi, Yodoyabashi en Nakanoshima              |

## Geschiedenis
Het station werd geopend in 1931 onder de naam Shin-Morishōji (新森小路). In 1942 kreeg het station de huidige naam. In 1988, 1995 en 2009 werd het station vernieuwd.

## Stationsomgeving
- Super National (winkelcentrum)
- Daiso (voordeelwinkel)
- Magic Lamp-theater
- Shin-Mori-winkelpromenade
- Shin-Mori-park
- 7-Eleven